# Skvyra
Skvyra (ukrajinsky Сквира, rusky Сквира Skvira) je město v Kyjevské oblasti na střední Ukrajině. Nachází se jihozápadním směrem od Kyjeva. Je to administrativní centrum Skvyrského rajónu. V současné době zde žije na ploše 63,28 km² 18 tisíc lidí.
Historická Skvyra byla kompletně zničena na konci 16. století. Roku 1736 již byla zmíněna jako tzv. selo (tedy vesnice); s židovským obyvatelstvem. Na konci 18. století, v roce 1789 tu 37 z celkových 197 domácností bylo právě židovských. Tehdy zde žilo několik tisíc lidí, postupem času se město rozrostlo do dnešní podoby.

## Skvyrští chasidé
Ze Skvyry pochází chasidská dynastie Skver (v jidiš סקווירא‎), kterou založil v 19. století rabbi Jicchok Tverskij. Její členové po 2. světové válce emigrovali do USA a ve státě New York založili štetl s názvem New Square (původně se měl jmenovat New Skvir, ale nestalo se tak kvůli úřední chybě a jméno už mu zůstalo).